# Навчися танцювати
«Навчися танцювати» — радянський художній фільм 1985 року, знятий режисером Леонідом Мартинюком на кіностудії «Білорусьфільм».

## Сюжет
Студент ПТУ, бажаючи покрасуватися перед коханою, викрадає машину і стає винуватцем аварії, внаслідок якої дівчина зазнає серйозної травми. З досить непростої ситуації буде безліч лазівок, проте герой віддасть перевагу найпростішому і найвірнішому шляху.

## У ролях
- Олег Скобля — Сергій Сташевський
- Катерина Голубєва — Лариса Деркач
- Мілена Гулбе — Таня Шадрова
- Олександр Продан — Женя Чумаков
- Георгій Сосновський — Діма Сташевський
- Олексій Булдаков — Антон Михайлович Деркач, батько Лариси, автослюсар
- Ганна Твеленьова — Клавдія Іванівна Деркач, мати Лариси
- Олександр Аржиловський — Сташевський
- Світлана Кузьміна — Сташевська, перукар
- Леонід Бакштаєв — Іван Чумаков
- Лідія Мордачова — Лідія Петрівна, мати Жені Чумакова
- Олександр Франскевич-Лайє — Петренко, лейтенант міліції
- Георгій Мартиросьян — Сєва Менчуков, бармен
- Геннадій Гарбук — Сакович, майор міліції
- Ніна Розанцева — Марія Андріївна, мати Тані
- Юлія Космачова — Оленка, молодша сестра Жені Чумакова
- Т. Масюкевич — епізод
- Наталія Пашкевич — епізод
- Т. Шитцова — епізод
- Олександра Мартинюк — Саша
- Анатолій Чарноцький — епізод
- Олександр Кудінов — епізод
- Сергій Жердецький — епізод
- В'ячеслав Новик — епізод
- О. Малькевич — епізод
- А. Славін — епізод
- О. Барціо — епізод
- Сергій Козлов — епізод
- Анжела Корабльова — епізод
- Василь Молодцов — епізод

## Знімальна група
- Режисер — Леонід Мартинюк
- Сценарист — Михайло Герчик
- Оператор — Олег Шкляревський
- Композитор — Олексій Козлов
- Художник — Юрій Альбицький